# کالج (فیلم ۲۰۰۷)
کالج (به تامیلی: Kalloori) و (به انگلیسی: College) فیلمی محصول سال ۲۰۰۷ و به کارگردانی بالاجی ساکتیول است. در این فیلم بازیگرانی همچون آخیل، تمنا باتیا و بهارانی ایفای نقش کرده‌اند.